# Norbert Langerwisch
Norbert Langerwisch (* 11. Juni 1951 in Brandenburg an der Havel) ist ein deutscher Politiker und ehemaliger Polizist. 2001 bis 2005 war er Bürgermeister und Beigeordneter in seiner Heimatstadt und von März bis Dezember 2003 amtsführendes Stadtoberhaupt.

## Leben und Wirken

### Polizeidienst
Norbert Langerwisch war Oberstleutnant der Volkspolizei. Januar 1990 wurde er Leiter des Polizeikreisamtes in Brandenburg. Nach der Deutschen Wiedervereinigung wurde Langerwisch in die Polizei Brandenburg übernommen und blieb bis zum Jahr 2001 Schutzbereichsleiter.

### Bürgermeister
Im Jahr 2001 verließ Langerwisch den Polizeidienst. Er wurde am 25. April auf Vorschlag des Oberbürgermeisters der Stadt Brandenburg an der Havel Helmut Schliesing durch die Stadtverordnetenversammlung mit einer Amtszeit von acht Jahren als Nachfolger Margrit Spielmanns zum Bürgermeister und somit ersten Stellvertreter des Oberbürgermeisters und weiterhin zum Baubeigeordneten gewählt. Das Amt des Bürgermeisters, welches Langerwisch zum 1. Juni antrat, war bereits seit 1998, seit Spielmann Mitglied des Bundestages wurde, vakant.
Im März 2003 trat Oberbürgermeister Helmut Schmidt, seit 2002 Nachfolger Helmut Schliesings, krankheitsbedingt zurück und Norbert Langerwisch wurde als Bürgermeister amtsführendes Stadtoberhaupt Brandenburgs. Im Herbst desselben Jahres trat er bei der Oberbürgermeisterwahl für die SPD an. Er verlor die Wahl gegen Dietlind Tiemann (CDU), deren Amtsantritt am 17. Dezember 2003 war. Langerwisch blieb Bürgermeister und Baubeigeordneter.

### Abwahl und Wiedereintritt in den Polizeidienst
Im Januar 2005 kam es zu einem von Oberbürgermeisterin Tiemann initiierten Abwahlverfahren in der Stadtverordnetenversammlung, nachdem bekannt wurde, dass Langerwisch mit einem kriminellen V-Mann Kontakt hatte, dazu später aber widersprüchliche Angaben machte. Die mit Zweidrittelmehrheit erfolgreiche Abwahl fand während laufender polizeilicher Ermittlungen statt, welche später eingestellt wurden.
Da ihm bei seinem Ausscheiden im Jahr 2001 eine entsprechende Zusage gegeben und aktenkundig gemacht wurde, beantrage Norbert Langerwisch im März 2007 die Wiedereinstellung in den Polizeidienst. Die Wiedereinstellung wurde vom Innenministerium abgelehnt, woraufhin Langerwisch klagte. Im Jahr 2009 entschied das Verwaltungsgericht Potsdam gegen das Innenministerium und gab der Klage auf Wiedereinstellung statt.

### Zweite Oberbürgermeisterkandidatur
Im Jahr 2011 trat Norbert Langerwisch ein zweites Mal für die SPD gegen Tiemann bei der Oberbürgermeisterwahl an und verlor. Im Wahlkampf wurden Gerüchte bekannt gemacht, er sei in der DDR Inoffizieller Mitarbeiter (Deckname IM Zentrum) der Staatssicherheit gewesen. Nach der Wende war Langerwisch aufgrund seiner Übernahme und aufgrund seiner Position im Höheren Polizeidienst wiederholt auf Stasimitarbeit kontrolliert worden. Unbedenklichkeiten waren bescheinigt worden. Auch eine im Zuge der im Wahlkampf aufgebrachten Gerüchte stattgefundene gerichtliche Auseinandersetzung ergab eine Unbedenklichkeit. Langerwisch war nie als IM geführt worden, hatte keine Verpflichtungserklärung abgegeben und keinen Bericht an die Staatssicherheit verfasst. Er war lediglich als Vorlauf-IM geführt worden, was maßgeblich auf seine polizeiliche Tätigkeit zurückzuführen war.

### Bruch mit der SPD
Ende Mai 2016 wurde ein SPD-interner Chat in WhatsApp bekannt, in dem sich mehrere Stadtverordnete und Sachkundige Einwohner, neben Langerwisch sieben weitere Personen, in beleidigender Art über den Parteichef und ehemaligen Innenminister Ralf Holzschuher und die Fraktionsvorsitzende Britta Kornmesser äußerten und einen internen Umsturz, von „ausschalten“ war die Rede, planten. Nach seinem daraufhin erfolgten Austritt aus der SPD gründete Norbert Langerwisch mit weiteren vormaligen Sozialdemokraten zunächst eine Fraktion Bürger für Bürger – Stadtfraktion Brandenburg an der Havel. Im Weiteren trat er den Freien Wählern bei, für die er seit dem Jahr 2018 in der Stadtverordnetenversammlung sitzt.